# Rudolf Pfister (Theologe)
Rudolf Pfister (* 23. Juli 1909 in Zürich; † 11. Mai 2000 in Urdorf) war ein Schweizer evangelischer Geistlicher und Hochschullehrer.

## Leben
Rudolf Pfister war der Sohn des Ingenieurs Heinrich Friedrich Jakob Pfister und dessen Ehefrau Margareta Emilie (geb. Rinderknecht) und wuchs in Horgen am Zürichsee auf. Sein Grossvater war der Dekan von Wädenswil, Johann Jakob Pfister (1849–1935). Sein Onkel, der Pfarrer und Psychologe Oskar Pfister, stand in einem regen Briefwechsel mit Sigmund Freud.
Er immatrikulierte sich an der Universität Zürich und begann ein Theologiestudium, bei dem er unter anderem die Vorlesungen zur Kirchen- und Dogmengeschichte des Kirchenhistorikers Fritz Blanke hörte; das Studium setzte er an der Universität Heidelberg fort.
1933 erfolgte seine Konkordatsprüfung und die Ordination in der Zürcher Landeskirche, darauf wurde er 1934 Pfarrer in Hausen am Albis und promovierte in Zürich bei Emil Brunner 1937 mit einer Dissertation über das Problem der Erbsünde bei Zwingli. Ab 1940 war er Pfarrer in Winterthur-Wülflingen und von 1950 bis 1976 Pfarrer im Quartier Altstetten in Zürich. Ausserdem war er noch Feldprediger und im "Ruhestand", ab 1976, noch bis 1989 in pfarr-amtlichen Vertretungen tätig.
Nach seiner Habilitation mit der Abhandlung Die Seligkeit erwählter Heiden bei Zwingli begann er 1950 als Privatdozent Vorlesungen an der Theologischen Fakultät der Universität Zürich zu halten, die er als Titularprofessor für Kirchen- und Dogmengeschichte von 1958 bis 1976 fortsetzte.
Rudolf Pfister war seit 1934 mit Béatrice, Tochter des Hoteliers Friedrich Fahrni, verheiratet.

## Geistliches, schriftstellerisches und wissenschaftliches Wirken
Rudolf Pfister befasste sich als Kirchenhistoriker intensiv mit Huldrych Zwingli sowie Kirchenkunde und trat als Verfasser des dreibändigen Werks über die Kirchengeschichte der Schweiz hervor. Ein solches Werk gab es bis dahin nicht; das von Theodor Schwegler erstellte Werk Geschichte der katholischen Kirche in der Schweiz, berücksichtigte die Geschichte des schweizerischen Protestantismus nicht mit.
Er trat auch für die Ökumene ein und war als Präsident des Schweizerischen Protestantischen Volksbunds, zu dem bis 1975 der Schweizerische Evangelische Pressedienst gehörte, aktiv.
Schon in den 1940er Jahren, beteiligte er sich aktiv an den Zwingli-Hauptschriften, in der er in zwei Bänden zusammen neun Schriften Zwinglis bearbeitete; dazu veröffentlichte er in der Zeit von 1947 bis 1985 Beiträge in der Zeitschrift Zwingliana; weitere Veröffentlichungen erfolgten in Der Grundriß, Schweizerische Reformierte Monatsschrift, in der Theologischen Zeitschrift, im Evangelischen Missions-Magazin, im Kirchenblatt für die reformierte Schweiz, in der Neuen Schweizer Rundschau, im Lexikon der Frau, in der Neuen Deutsche Biographie, im Archiv für Reformationsgeschichte, in Religion in Geschichte und Gegenwart, im Evangelischen Kirchenlexikon, im Kirchenboten für den Kanton Zürich, im Weltkirchenlexikon, in der Zeitschrift Protestant, Halbmonatsschrift für konfessionskundliche Gegenwartsfragen, im Tages-Anzeiger, in Sie und Er, im Handbuch der reformierten Schweiz, in Schweizerische politische Korrespondenz und im Schweizerischen Evangelischen Pressedienst, dazu kamen noch zahlreiche Buchbesprechungen in verschiedenen Zeitschriften.
Mit seiner Promotion und Habilitation wies er sich als Zwingli-Forscher aus und seine Werke werden noch heute zur Forschung herangezogen. Nach Oskar Farners Tod, 1959, sah er den 4. Band von dessen großer Zwingli-Biografie durch und vollendete diesen. Seit 1958 war er auch Mitherausgeber der historisch-kritischen Zwingli-Edition.
Dazu beschäftigte er sich mit dem Reformator Heinrich Bullinger und verfasste hierzu einige Beiträge und Aufsätze, so zum Beispiel über dessen Beurteilung des Tridentinums.

## Schriften (Auswahl)
- Problem der Erbsünde bei Zwingli. Leipzig 1939.
- Zwingli, der Staatsmann. Zürich: Zwingli Verlag, 1942.
- Hauptschriften. Zürich 1941–1963.
- Die Freundschaft zwischen Guillaume Farel und Huldrych Zwingli. Zürich 1947.
- Die Seligkeit erwählter Heiden bei Zwingli. Erschienen in Evangelisches Missions-Magazin 95, 1951, S. 70–80.
- Die Reformationsgemeinde Locarno 1540–1555. 1955.
- Um des Glaubens willen – Die evangelischen Flüchtlinge von Locarno und ihre Aufnahme zu Zürich im Jahre 1555. Zollikon-Zürich, Evangelischer Verlag, 1955.
- Oskar Farner; Rudolf Pfister: Reformatorische Erneuerung von Kirche und Volk in Zürich und in der Eidgenossenschaft 1525–1531.  Zürich Zwingli-Verlag 1960.
- Pierre Viret: 1511-1571. 1961.
- Das Zweite Vatikanische Konzil von 1962 und wir Protestanten. Zürich: Zwingli Verlag, 1962.
- Fritz Blanke; Oskar Farner; Rudolf Pfister: Kommentar Huldrych Zwinglis über die wahre und falsche Religion. Zürich Zwingli-Verlag 1963.
- Konfessionelles in der Schweiz des 17. Jahrhunderts: Claudius Schobinger. 1969.
- Kirchengeschichte der Schweiz.
  - Band 1: Von den Anfängen bis zum Ausgang des Mittelalters. Zürich: Zwingli Verlag 1964.
  - Band 2: Von der Reformation bis zum 2. Villmerger Krieg. Zürich: Theologischer Verlag, 1974.
  - Band 3: Von 1720 bis 1950. Zürich: Theologischer Verlag, 1985.
- Territoriale Vielgestalt und evangelisch-reformierte Kirche in der Schweiz. Zürich 1971.
- Zu Bullingers Beurteilung des Konzils von Trient. 1975.